# S:t Johannes, Karelska näset

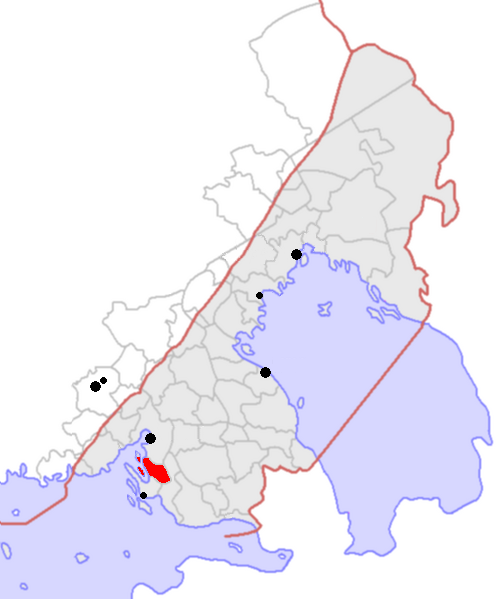
S:t Johannes

S:t Johannes (Sankt Johannis, finska: Johannes, ryska: Советский Sovetskij) var en tidigare kommun i Stranda härad i Viborgs län.
Ytan (landsareal) var 221,8 km² och kommunen beboddes av 6 895 människor med en befolkningstäthet av 31,1 km² (31 december 1908).
S:t Johannes var enspråkigt finskt och blev del av Sovjetunionen efter andra världskriget.